# Myrsinaceae
Famille
Classification APG II (2003)
Classification APG III (2009)
Classification APG IV (2016)
Synonymes
- Aegicerataceae Blume[1]
- Anagallidaceae Adanson[1]
- Ardisiaceae Jussieu[1]
- Coridaceae (Reichb.) J.G. Agardh[1]
- Embeliaceae J. Agardh[1]
- Lysimachiaceae Durande[1]
- Myrsinaceae R. Br.[1]
- sous-famille Myrsinoideae Burnett (préféré par BioLib)[1]

Les Myrsinacées sont une famille de plantes à fleurs dicotylédones qui comprend plus de 1 400 espèces réparties en 41 genres.
Ce sont des arbres, des arbustes, des lianes, et des plantes herbacées des régions tempérées à tropicales. 

## Étymologie
Le nom vient du genre Myrsine, dérivé du grec μυρσινη / myrsini, synonyme de μυρτος  / myrtos, « le myrte », nom utilisé pour « désigner un arbuste d'Afrique dont le feuillage ressemble beaucoup à celui du myrte ».

## Classification
Beaucoup de genres d'herbacées initialement placés dans d'autres familles ont été rajoutés aux Myrsinaceae par la classification phylogénétique (APG et APG II) : Cyclamen, Lysimachia, etc, dont le genre Coris (en) qui fut le genre type de la famille des Coridaceae (nl).
La classification phylogénétique APG (1998) et la classification phylogénétique APG II (2003) situent cette famille dans l'ordre des Ericales (auparavant dans l'ordre des Primulales).
En classification phylogénétique APG III (2009) et en classification phylogénétique APG IV (2016) cette famille est invalide et ses genres sont incorporés dans la famille Primulaceae.

## Liste des genres
Selon BioLib (22 mai 2021) :
- Aegiceras (en) Gaertn.
- Amblyanthopsis (en) Mez
- Amblyanthus (es) A. DC.
- Anagallis L.
- Antistrophe A. DC.
- Ardisia Sw.
- Ardisiandra (es) Hook.f.
- Badula Juss.
- Centunculus (es) L.
- Conandrium (en) (K. Schum.) Mez
- Coris (en) L.
- Ctenardisia (en) Ducke
- Cybianthus (en) Mart.
- Cyclamen L.
- Discocalyx (en) (A. DC.) Mez
- Elingamita (en) G.T.S. Baylis
- Embelia Burm.f.
- Emblemantha (en) B.C. Stone
- Fittingia (en) Mez
- Geissanthus (en) Hook.f.
- Gentlea (en) Lundell
- Glaux L.
- Graphardisia (es) (Mez) Lundell
- Grenacheria (es) Mez
- Heberdenia (en) Banks ex DC.
- Hymenandra (en) (DC.) Spach
- Labisia (en) Lindl.
- Loheria (en) Merr.
- Lysimachia L.
- Monoporus (en) A. DC.
- Myrsine L.
- Oncostemum (en) A. Juss.
- Parathesis (en) (A. DC.) Hook.f.
- Pelletiera (es) A. St.-Hil.
- Pleiomeris (en) A. DC.
- Sadiria (en) Mez
- Solonia (en) Urb.
- Stimpsonia (en) C. Wright ex A. Gray
- Stylogyne (en) A. DC.
- Tapeinosperma (en) Hook.f.
- Tetrardisia (es) Mez
- Trientalis L.
- Valerioanthus (es) Lundell
- Vegaea (en) Urb.
- Wallenia (en) Sw.
- Walleniella (es) P. Wilson
- Yunckeria (es) Lundell

Selon ITIS (22 mai 2021) :
- Anagallis L.
- Androsace L.
- Ardisia Sw.
- Bonellia Bertero ex Colla
- Cybianthus Mart.
- Cyclamen L.
- Discocalyx (A. DC.) Mez
- Embelia Burm. f.
- Hottonia L.
- Jacquinia (en) L.
- Lysimachia L.
- Maesa Forssk.
- Myrsine L.
- Parathesis (A. DC.) Hook. f.
- Primula L.
- Samolus (en) L.
- Stylogyne A. DC.
- Trientalis L.
- Wallenia Sw.

Selon World Register of Marine Species (22 mai 2021) :
- Aegiceras
- Anagallis L.
- Ardisia O. Swartz, 1788
- Centunculus
- Glaux
- Myrsine
- Primula
- Samolus

Genres fossiles
Selon Paleobiology Database (22 mai 2021) :
- Ardisiophyllum
- Myrsinites
- Myrsinophyllum
- Myrsinopsis
- Pleiomerites
- Pleiomeropsis